# Dmitri Podstrelov
Dmitri Aleksandrovitch Podstrelov (en russe : Дмитрий Александрович Подстрелов) ou Dzmitry Aliaksandravitch Padstrelaw (en biélorusse : Дзмітрый Аляксандравіч Падстрэлаў) est un footballeur international biélorusse né le 6 septembre 1998 à Mahiliow. Il évolue au poste d'ailier au FK Dinamo Minsk .

## Biographie

### Carrière en club
Né et formé dans la ville de Mahiliow, Dmitri Podstrelov intègre au cours de sa jeunesse les rangs du Dniepr Mahiliow, club avec lequel il fait ses débuts professionnels durant l'année 2015 en jouant son premier match en deuxième division contre le FK Lida le 5 juillet 2015, à l'âge de 17 ans. Il inscrit son premier but un peu plus d'un mois plus tard contre l'Energetik-BDU Minsk le 16 août suivant.
Après avoir été utilisé de manière inconstante durant les saisons qui suivent, notamment après la montée du Dniepr en première division en 2017, Podstrelov s'impose finalement comme titulaire durant la saison 2019, au cours de laquelle il dispute 24 rencontres en championnat pour quatre buts marqués, ce qui n'empêche cependant pas la relégation de l'équipe à l'issue de la saison.
Rejoignant le Chakhtior Salihorsk durant le mois de décembre 2019, Podstrelov s'y impose rapidement comme titulaire et fait notamment ses débuts dans les compétitions européennes durant l'été 2020 en disputant la phase qualificative de la Ligue Europa, ne jouant cependant qu'un seul match avant que son équipe ne soit éliminée par les Moldaves du Sfîntul Gheorghe. Il dispute en parallèle l'intégralité des 30 matchs du championnat à l'issue duquel son équipe termine championne.

### Carrière en sélection
Appelé à plusieurs reprises au sein de la sélection des espoirs biélorusse entre 2018 et 2020, Dmitri Podstrelov connaît sa première sélection avec l'équipe A le 23 février 2020 à l'occasion d'un match amical contre l'Ouzbékistan. Il marque son premier but international trois jours lors d'une autre rencontre amicale contre la Bulgarie.
Podstrelov dispute son premier match de compétition le 7 septembre suivant contre le Kazakhstan dans le cadre de la Ligue des nations et joue également le mois suivant la demi-finale des barrages de qualification pour l'Euro 2020, à l'issue de laquelle la sélection biélorusse est finalement éliminée par la Géorgie.

## Statistiques
| Saison                | Club                  | Championnat           | Championnat | Championnat | Coupe(s) nationale(s) | Coupe(s) nationale(s) | Compétition(s) continentale(s) | Compétition(s) continentale(s) | Compétition(s) continentale(s) | Total | Total |
| Saison                | Club                  | Division              | M.          | B.          | M.                    | B.                    | Comp.                          | M.                             | B.                             | M.    | B.    |
| 2015                  | Dniepr Mahiliow       | D2                    | 17          | 1           | -                     | -                     | -                              | -                              | -                              | 17    | 1     |
| 2016                  | Dniepr Mahiliow       | D2                    | 11          | 1           | -                     | -                     | -                              | -                              | -                              | 11    | 1     |
| 2017                  | Dniepr Mahiliow       | D1                    | 1           | 0           | 1                     | 0                     | -                              | -                              | -                              | 2     | 0     |
| 2018                  | Dniepr Mahiliow       | D1                    | 10          | 1           | -                     | -                     | -                              | -                              | -                              | 10    | 1     |
| 2019                  | Dniapro Mahiliow      | D1                    | 24          | 4           | -                     | -                     | -                              | -                              | -                              | 24    | 4     |
| Sous-total            | Sous-total            | Sous-total            | 63          | 7           | 1                     | 0                     | -                              | -                              | -                              | 64    | 7     |
| 2020                  | Chakhtior Salihorsk   | D1                    | 30          | 8           | 6                     | 1                     | C3                             | 1                              | 0                              | 37    | 9     |
| 2021                  | Chakhtior Salihorsk   | D1                    | 26          | 0           | 5                     | 1                     | C1                             | 2                              | 0                              | 33    | 1     |
| Total sur la carrière | Total sur la carrière | Total sur la carrière | 116         | 15          | 12                    | 2                     | -                              | 3                              | 0                              | 131   | 17    |

## Palmarès
Chakhtior Salihorsk
- Champion de Biélorussie en 2020 et 2021.